# 可持续农业

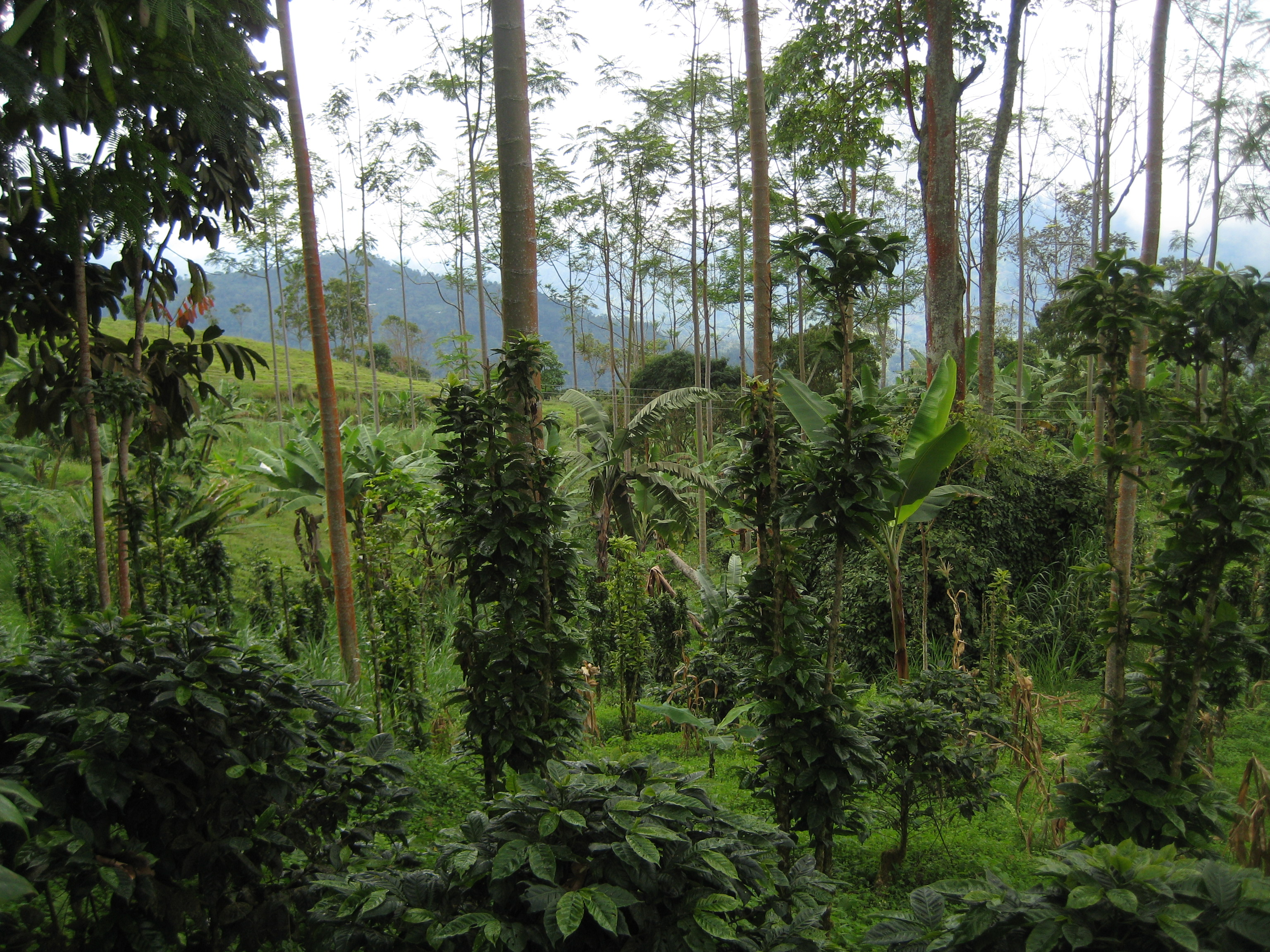
阴凉生长的咖啡，一种模仿自然生态系统的多元文化（可持续农业的例子）。 树木为咖啡植物提供资源，如阴影，营养和土壤结构;农民收获咖啡和木材。

可持续农业是以可持续的方式进行农业，以满足社会目前的食品和纺织品需求，同时又不损害当代或后代满足其需求的能力。 它可以基于对生态系统服务的理解。 有许多方法可以提高农业的可持续性。 在可持续粮食系统内发展农业时，必须发展灵活的业务流程和农业做法。农业具有巨大的环境足迹，在引起气候变化方面发挥着重要作用（粮食系统占人为温室气体排放量的三分之一），包括缺水、水污染、土地退化、森林砍伐和其他过程；它同时引起环境变化并受到这些变化的影响。可持续农业包括环境友好的耕作方法，允许在不损害人类或自然系统的情况下生产作物或牲畜。 它涉及防止对土壤、水、生物多样性、周围或下游资源以及那些在农场或邻近地区工作或生活的人产生不利影响。可持续农业的要素可以包括永久农业、农林业、混合农业、多种作物种植和轮作。
发展可持续的粮食系统有助于人口的可持续性。 例如，缓解气候变化的最佳方法之一是建立基于可持续农业的可持续粮食系统。 可持续农业提供了一种潜在的解决方案，使农业系统能够在不断变化的环境条件下养活不断增长的人口。除了可持续农业实践外，饮食转向可持续饮食是大幅减少环境影响的一种相互交织的方式。有许多可持续发展标准和认证体系，包括有机认证、雨林联盟、公平贸易、可持续农业认证、全球良好农业规范认证、鸟类友好认证和咖啡社区共同代码。

## 定义
"可持续农业"一词于1977年被美国农业部定义为植物和动物生产实践的综合系统，具有特定地点的应用，从长远来看:
满足人类对食物和纤维的需求
提高环境质量和农业经济赖以生存的自然资源基础
最有效地利用不可再生资源和农场资源，并酌情整合自然生物循环和控制。
维持农场经营的经济可行性
提高农民和整个社会的生活质量。
然而，与土地建立可持续关系的想法在土著社区中已经流行了几个世纪，直到这个词被正式添加到词典中。

## 目标
一个共同的共识是，可持续农业是养活不断增长的人口最现实的方式。为了成功地养活地球人口，农业实践必须考虑未来的成本——环境及其燃料社区。 无法为每个人提供足够资源的风险导致在可持续发展领域采用技术来提高农业生产力。 这一进步的理想最终结果是能够养活世界各地不断增长的人口。可持续农业的日益普及与人们对地球承载能力（或行星边界）已经达到甚至超过人类能力的广泛担忧有关。

### 主要原则
与农业可持续性相关的几个关键原则：
1. 将营养循环、土壤再生和固氮等生物和生态过程纳入农业和食品生产实践。
2. 减少不可再生和不可持续的投入，特别是对环境有害的投入。
3. 利用农民的专业知识，既能有效地耕种土地，又能促进农民的自力更生和自给自足。
4. 通过不同技能人员的合作与协作解决农业和自然资源问题。所处理的问题包括虫害管理和灌溉。

它"考虑了长期和短期的经济学，因为可持续性很容易被定义为永远，即旨在促进无休止的再生的农业环境"。 它平衡了资源保护的需要和农民追求生计的需要。
它被认为是和解生态学，在人类景观中容纳生物多样性。
通常，在农业中实施可持续做法是通过采用技术和以环境为重点的适当技术来实现的。

## 技术方针
可持续农业系统正在成为人工智能研发日益重要的领域。通过利用人工智能在资源优化、作物健康监测和产量预测等领域的技能，农民可能会大大推进更环保的农业实践。人工智能移动土壤分析使农民能够提高土壤肥力，同时减少生态足迹。 这项技术允许对土壤养分水平进行现场实时评估。 农业光伏通过优化土地利用来增强可持续农业——允许作物与太阳能电池板一起种植，从而产生清洁能源。 这种双重用途方法可以节约土地资源，改善微气候，并可以促进更具弹性和生态友好的耕作方式。

## 环境因素
可能对土壤造成长期损害的做法包括过度耕种土壤（导致侵蚀）和灌溉没有足够的排水（导致盐碱化）。

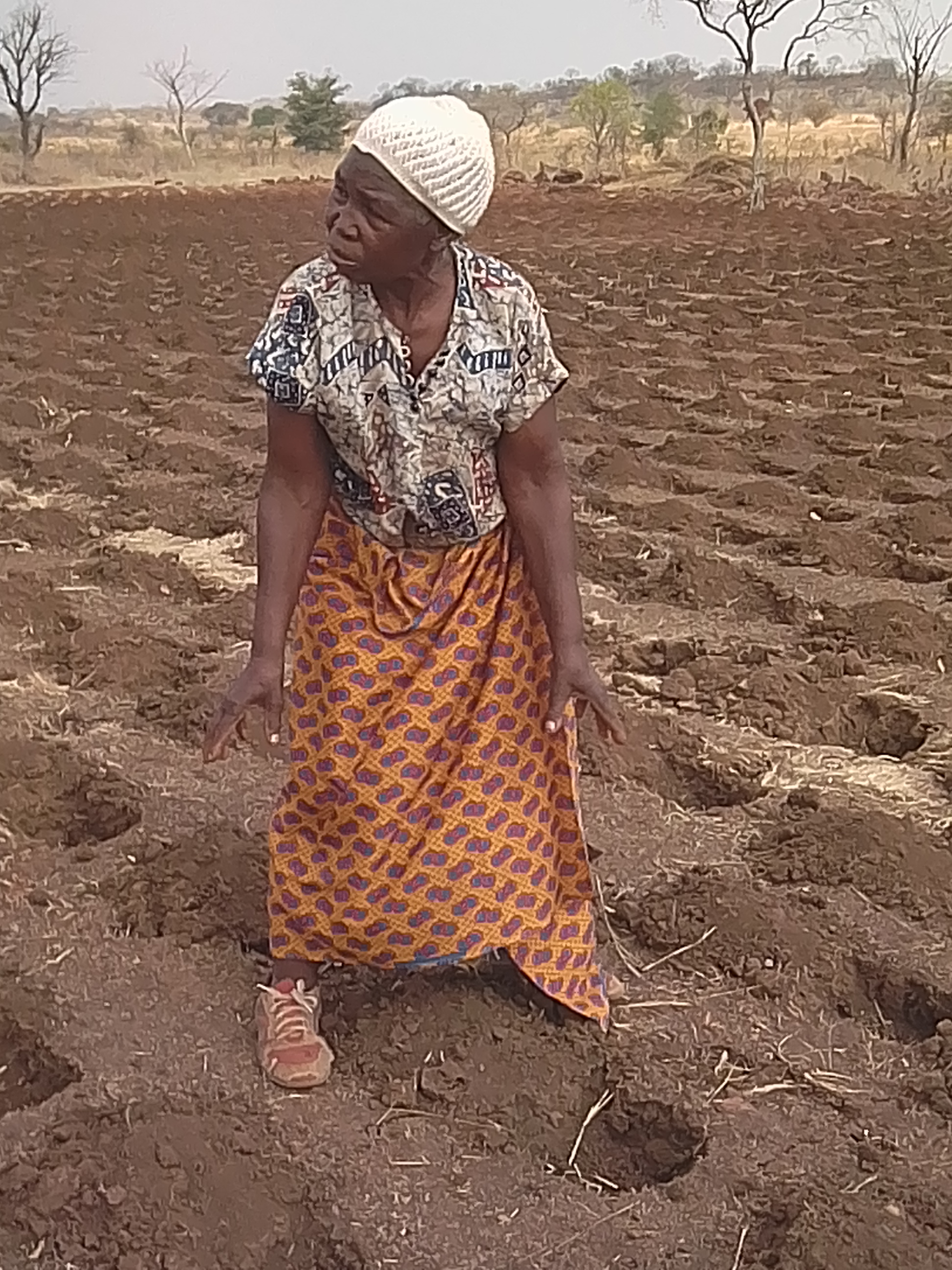
赞比亚的保护性农业

农业用地最重要的因素是气候、土壤、养分和水资源。 其中，水土保持最容易受到人为干预。 当农民种植和收获作物时，他们从土壤中去除一些养分。 如果不进行补充，土地就会出现养分枯竭，要么无法使用，要么产量下降。可持续农业依赖于补充土壤，同时尽量减少不可再生资源（如天然气或矿物矿石）的使用或需求。
一个可以"永久生产"但对其他地方的环境质量产生负面影响的农场不是可持续农业。一个例子就是施用肥料或粪肥，它可以提高农场的生产力，但可以污染附近的河流和沿海水域（营养化）。 另一个极端也可能是不受欢迎的，因为土壤中养分耗尽导致的作物产量低的问题与雨林破坏有关。 在亚洲，可持续农业所需的具体土地约为12.5英亩（5.1公顷），其中包括动物饲料土地，作为经济作物的谷物生产和其他粮食作物。 在某些情况下，还包括一个小单位的水产养殖（AARI-1996）。

## 营养品

### 硝酸盐
硝酸盐在农业中广泛用作肥料。 不幸的是，与农业相关的一个主要环境问题就是硝酸盐渗入环境。原则上可以无限期使用的硝酸盐可能来源包括:
1. 回收农作物废料和牲畜或处理的人粪
2.种植豆科作物和饲料，如花生或苜蓿，与氮固定细菌共生，称为根瘤菌
3.哈伯工艺的氮气工业生产使用氢气，氢气目前来自天然气（但这种氢气可以通过使用可再生电力电解水来制造）。
4.基因工程（非豆类）作物，通过基因改造使其能够进行氮固定，而无需依赖微生物共生。
最后一种选择是在1970年代提出的，但只是逐渐变得可行。替代磷和钾等其他营养投入的可持续选择更为有限。
其他选择包括长期作物轮作，恢复每年淹没耕地（恢复失去的营养）的自然循环，如尼罗河洪水，长期使用生物炭，以及使用适应害虫，干旱或缺乏营养等不太理想条件的作物和牲畜土地。 需要高水平土壤养分的作物可以通过适当的肥料管理实践以更可持续的方式种植。

### 磷酸盐
磷酸盐是肥料的主要成分。 它是仅次于氮的植物的第二大营养素，通常是一个限制因素，这对可持续农业很重要，因为它可以提高土壤肥力和作物产量。磷参与所有主要的代谢过程，包括光合作用，能量转移，信号传导，高分子生物合成和呼吸。 它是根分枝和强度和种子形成所必需的，并且可以增加抗病能力。
磷以无机物和有机物的形式存在于土壤中，约占土壤生物量的0.05%。磷肥是农业土壤中无机磷的主要输入，耕种土壤中约70%-80%的磷是无机的。长期使用含磷化肥会导致富营养化并耗尽土壤微生物生命，因此人们一直在寻找其他来源。
磷肥是由磷酸盐岩制成的。然而，磷矿石是一种不可再生的资源，并且正在被农业开采消耗殆尽:峰值磷将在未来几百年内发生，或更早。

#### 钾元素
钾是植物发育中非常重要的常量营养素，通常在肥料中寻求。 这种营养素对农业至关重要，因为它可以提高作物的保水性，营养价值，产量，味道，颜色，质地和抗病性。它常用于谷物、水果、蔬菜、大米、小麦、小麦、糖、玉米、大豆，棕榈油和咖啡的种植。
氯化钾（KCl）是农业中最广泛使用的钾的来源， 占农业用钾总产量的90%。
氯化钾的使用会导致土壤中高浓度的氯化物（Clˉ）损害其健康，这是由于土壤盐分增加，养分可用性不平衡以及该离子对土壤生物体的杀菌作用。 因此，植物和土壤有机体的发育受到影响，使土壤生物多样性和农业生产力受到威胁。无氯化物肥料是替代KCl的可持续选择，其使用应考虑植物的营养需求和促进土壤健康。

### 泥

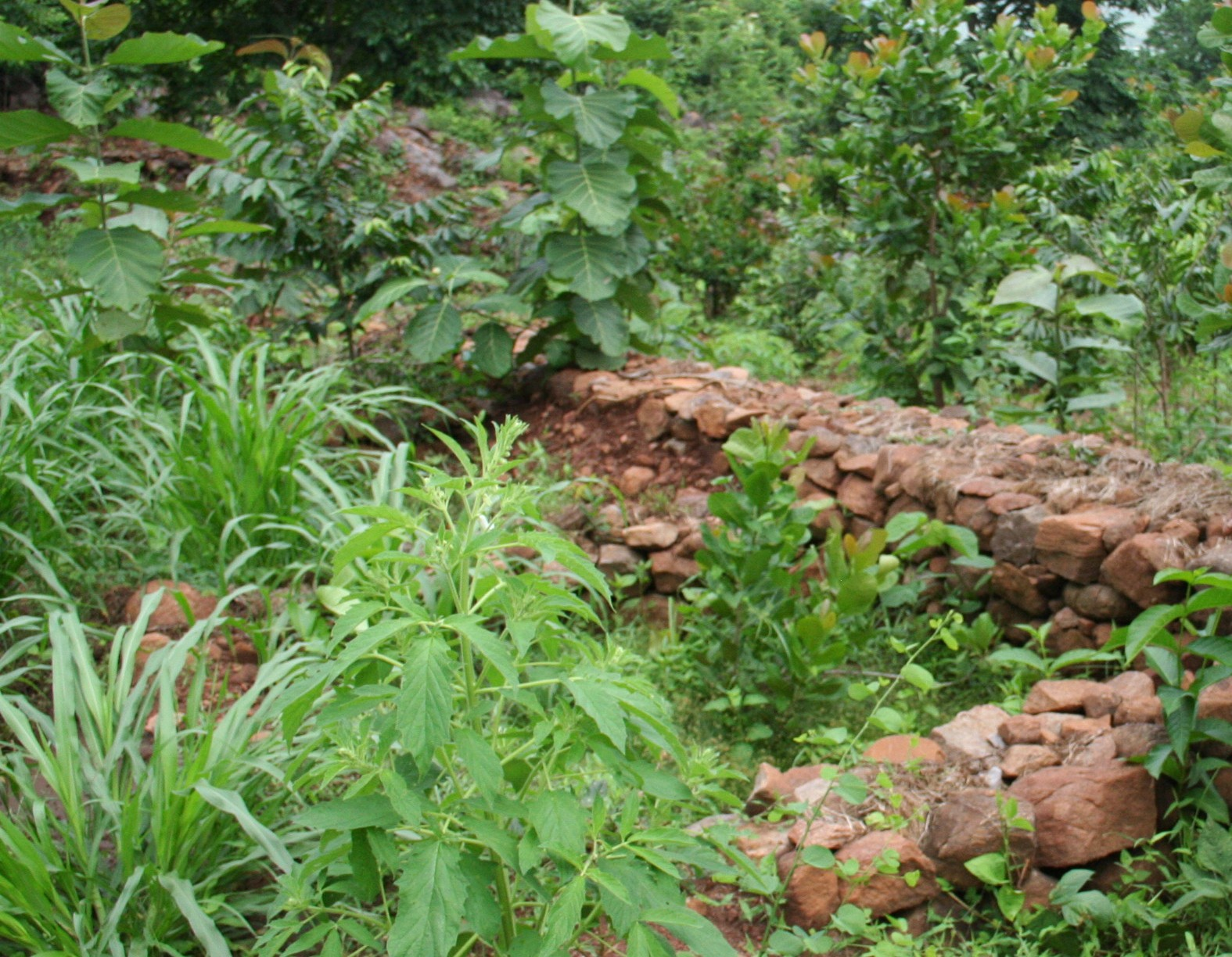
为避免径流而建造的墙壁，印度安得拉邦

土地退化正在成为一个严重的全球问题。 根据政府间气候变化专门委员会的说法:"地球无冰土地面积约有四分之一受到人为造成的退化（中等置信度）。 据估计，目前农田土壤侵蚀（无耕作）比土壤形成率（中等置信度）高10至20倍至100倍以上（传统耕作）。"地球上几乎一半的土地被旱地覆盖，容易退化。每年有超过10亿吨南部非洲土壤因侵蚀而流失，如果继续侵蚀，将导致三到五十年内作物产量减半。土壤管理不当正在威胁种植足够食物的能力。 集约农业降低了土壤中的碳含量，损害了土壤结构，作物生长和生态系统功能，并加速了气候变化。农业实践的修改是一种公认的碳封存方法，因为土壤可以作为有效的碳汇。
土壤管理技术包括免耕耕作，关键线路设计和防风林以减少风蚀，有机物重新融入土壤，减少土壤盐碱化和防止水分流失。

### 土地
随着全球人口的增加和对粮食需求的增长，土地作为资源正面临着巨大的压力。在土地利用规划与管理中，考虑土地利用变化对土壤侵蚀等因素的影响，有助于促进长期农业的可持续性。例如，研究表明中东干旱地区Wadi Ziqlab的农民在放牧牲畜并种植橄榄、蔬菜和谷物的过程中，如何管理土地使用变化可以有效减少土壤退化的影响。
回顾20世纪，对于贫困人口来说，由于许多复杂而具有挑战性的生活环境，遵循无害环境的土地做法并不总是可行的选择。在目前，发展中国家的土地退化加剧，可能与小农户在困境中不得不采取不可持续的农业做法密切相关。
大规模的土地转为农业使用，对环境和人类健康造成了严重后果。例如，由于人与动物之间天然缓冲区的退化，导致了人畜共患疾病（如2019冠状病毒）的传播，并加速了生物多样性的丧失，同时形成了更多基因相似的动物群体。
土地是地球上有限的资源。尽管扩大农业用地有助于满足粮食需求，但它也会导致生物多样性的减少和森林砍伐的加剧。关于这一点，一项研究发现，北欧定居者（维京人）向北大西洋的法罗群岛引进羊群，随着时间推移，土地的细分比放牧本身更容易加剧土壤侵蚀与退化的问题。
联合国粮食及农业组织估计，未来几十年里，农田将继续因工业化和城市发展而丧失，同时湿地填海和森林转为种植，导致生物多样性丧失和土壤侵蚀加剧。

### 能源
在现代农业中，能源用于农场机械化、食品加工、储存和运输过程。因此，能源价格与食品价格密切相关。石油也作为农业化学品的投入之一。国际能源署预测，由于化石燃料资源枯竭，不可再生能源的价格将更高。除非采取措施将化石燃料能源与粮食生产“脱钩”，否则可能会降低全球粮食安全，并转向包括可再生能源在内的“节能”农业系统在巴基斯坦，太阳能灌溉被认为是一种封闭的农业灌溉系统
如果人们使用当地产品，运输的环境成本是可以避免的

### 水
在一些地区，降水量足够支持作物生长，但许多其他地区需要灌溉。为了使灌溉系统可持续，它们需要适当的管理（以避免盐碱化），并且不能从其水源中使用比自然补充更多的水，否则水源将变成不可再生资源。水井钻探技术和潜水泵的改进，加上滴灌和低压枢轴的开发，使得在以前仅依赖降水而难以预测成功农业的地区也能定期实现高作物产量。然而，这一进展是有代价的。在许多地区，如奥加拉拉含水层，水的使用速度超过了其补充速度。
根据加利福尼亚大学戴维斯分校农业可持续发展研究所的数据，即使在“正常”年份中，平均降水量也必须采取几项措施来开发抗旱农业系统。这些措施包括政策和管理行动：
1. 改善水资源保护和储存措施[70]
2. 提供选择抗旱作物物种的激励措施[70]
3. 使用小型灌溉系统[70]
4. 管理作物以减少水分流失[70]
5. 干脆不种庄稼[70]

可持续水资源开发的指标包括年平均降水流量、来自国外的流量、来自国外水的百分比以及总取水量。据估计，农业活动消耗了全球69%的淡水。
农民在怀俄明州和美国其他地区发现了一种使用羊毛节约用水的方法

## 社会因素

### 农村经济发展
可持续农业试图用一个广泛的解决方案解决多个问题。 可持续农业实践的目标是减少农业造成的环境退化，同时增加作物 - 从而增加粮食产量。 有许多不同的战略试图利用可持续农业做法，以促进小规模农业社区内的农村经济发展。 现代话语中最受欢迎和最对立的两个战略是允许不受限制的市场决定粮食生产，并将粮食视为人权。 这两种方法都没有被证明是行之有效的。 农业社区内农村减贫的一个有希望的建议是可持续的经济增长;这项政策的最重要方面是，通过稳定小规模农业经济，定期将最贫穷的农民纳入全经济的发展。
2007年，联合国报告了"非洲的有机农业和粮食安全"，指出使用可持续农业可以成为在不扩大土地使用和减少环境影响的情况下实现全球粮食安全的工具。 21世纪初，发展中国家提供的证据表明，当其社区中的人没有被纳入农业过程时，就会造成严重伤害。 社会科学家查尔斯·凯洛格（Charles Kellogg）说:"在最后的努力中，被剥削者把他们的痛苦转嫁给土地。" 可持续农业意味着能够永久地、持续地"养活其组成人口"。
有很多机会可以提高农民的利润，改善社区并继续可持续的做法。 例如，在乌干达，转基因生物最初是非法的。 然而，由于乌干达香蕉危机的压力，香蕉细菌枯萎病有可能消灭90%的产量，他们决定探索转基因生物作为可能的解决方案。 政府发布了《国家生物技术和生物安全法案》，该法案将允许参与国家香蕉研究计划的科学家开始试验转基因生物。 这项努力有可能帮助当地社区，因为很大一部分人靠自己种植的食物为生，而且这将是有利可图的，因为他们的主要产品的产量将保持稳定。
并非所有地区都适合农业。 过去几十年的技术进步使得其中一些地区的农业得以发展。例如，尼泊尔已经建立了温室来应对其高海拔和山区地区的农业问题。 温室能够提供更高的作物产量，并且由于是封闭系统，它们还可以节约用水。
海水淡化技术可以将盐水转化为淡水，这为缺乏水源的地区提供了更多的水源来支持农业。 这使得可以灌溉农作物，而不会减少自然淡水来源。 尽管海水淡化可以作为为需要水源的地区提供灌溉水源的工具，但它需要大量资金和资源。中国的一些地区已经在考虑大规模的海水淡化，以增加水源的供应，但目前海水淡化过程的成本使其在实践中难以实现。

### 妇女

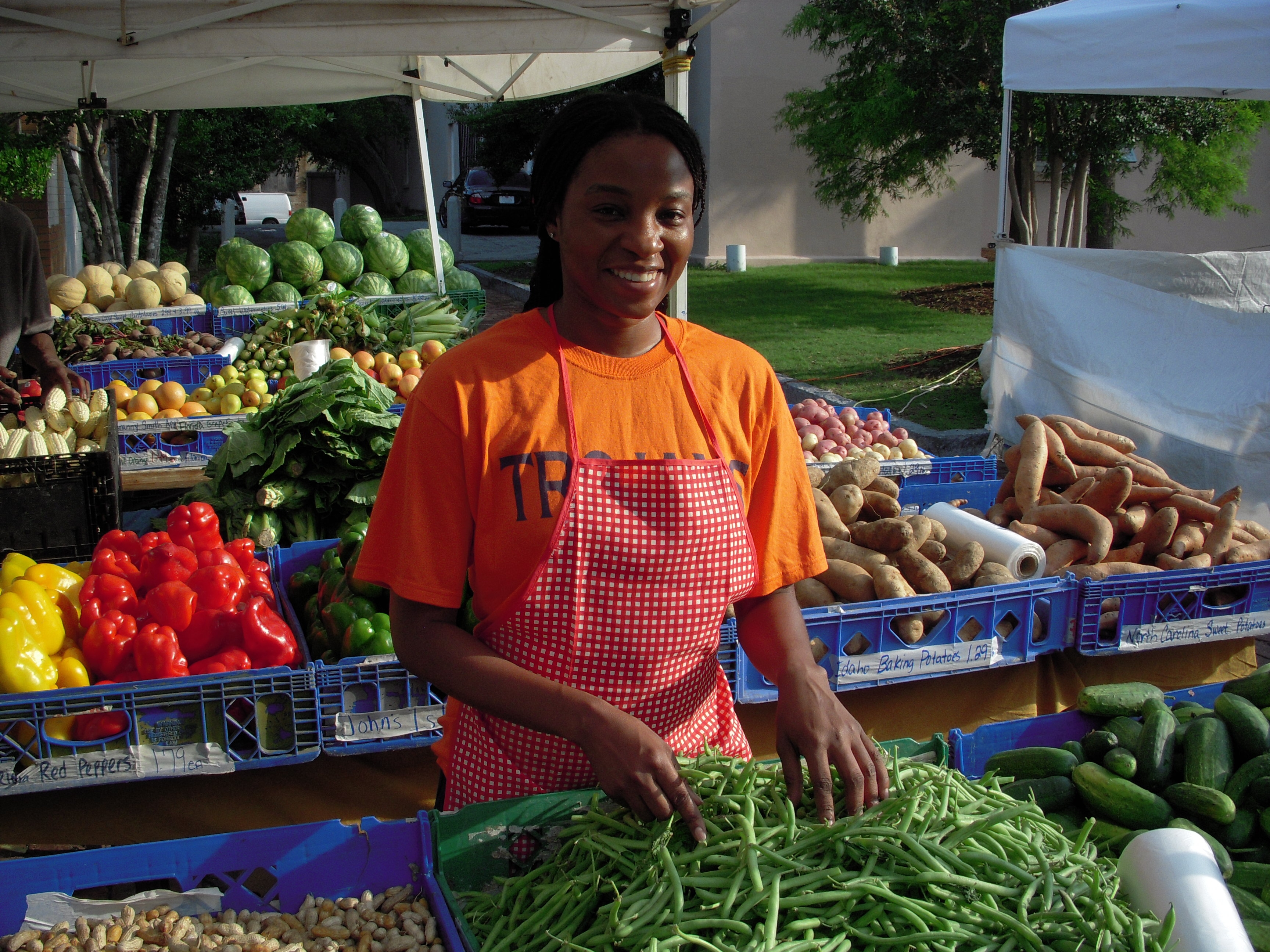
在美国农贸市场销售农产品

从事可持续农业的妇女来自从学术界到劳动界的多种背景。 从1978年到2007年，美国女性农场经营者的数量增加了两倍。2007年，女性经营了14%的农场，而1978年为5%。 大部分增长是由于女性在"男性主导的传统农业领域"之外从事农业。

### 种植自己的食物
在美国，家庭或社区在房屋、学校等后院种植食物的做法在第一次世界大战、大萧条和第二次世界大战期间变得普遍，以至于在某一时期，美国40%的蔬菜是通过这种方式生产的。此做法在新冠肺炎大流行时期再次变得受欢迎。这种方法允许以相对可持续的方式种植食物，同时使贫困人群更容易获得食物。

## 经济因素
传统会计系统只考虑农民直接产生的生产成本，而忽略了环境问题等成本，这些被称为外部性。
Netting 研究历史中的小农系统，探讨了可持续性与集约农业之间的关系。
有几项研究将生态系统服务、生物多样性、土地退化和可持续土地管理等外部性纳入经济分析。这些包括《生态系统和生物多样性经济学》研究和《土地退化经济学倡议》，旨在对可持续土地管理和可持续农业的做法进行经济成本效益分析。
三重底线框架包括社会、环境和财务方面的底线。通过减缓物质消费和人口增长，以及显著提高物质和能源的使用效率，可持续的未来是可行的。为了实现这一过渡，需要平衡长短期目标，并增强公平性和生活质量。

## 挑战和辩论

### 障碍
可持续农业的障碍可以通过三个不同的维度来打破和理解。这三个维度被视为可持续发展的核心支柱：社会、环境和经济支柱。社会支柱涉及与社会出生、成长和学习的条件有关的问题。它涉及从传统的农业实践转向新的可持续实践，这将创造更好的社会和条件。环境支柱解决气候变化问题，重点关注为子孙后代保护环境的农业实践。经济支柱发现了可持续农业实践的方法，同时促进经济增长和稳定，对生计的影响最小。所有三大支柱都必须得到解决，以确定并克服阻碍可持续农业实践的障碍。
社会障碍包括文化转变、合作需求、激励措施和新的立法。从传统农业向可持续农业的转变将需要农民和消费者的行为发生显著变化。农民之间的合作与协作对于成功过渡到可持续实践至关重要，且要尽量减少困难。这对那些注重竞争和盈利能力的农民来说可能是一项挑战。农民改变农业方法也必须有足够的激励。可以利用公共政策、广告和法律来克服这些社会障碍，使可持续农业成为强制性或有吸引力的选择

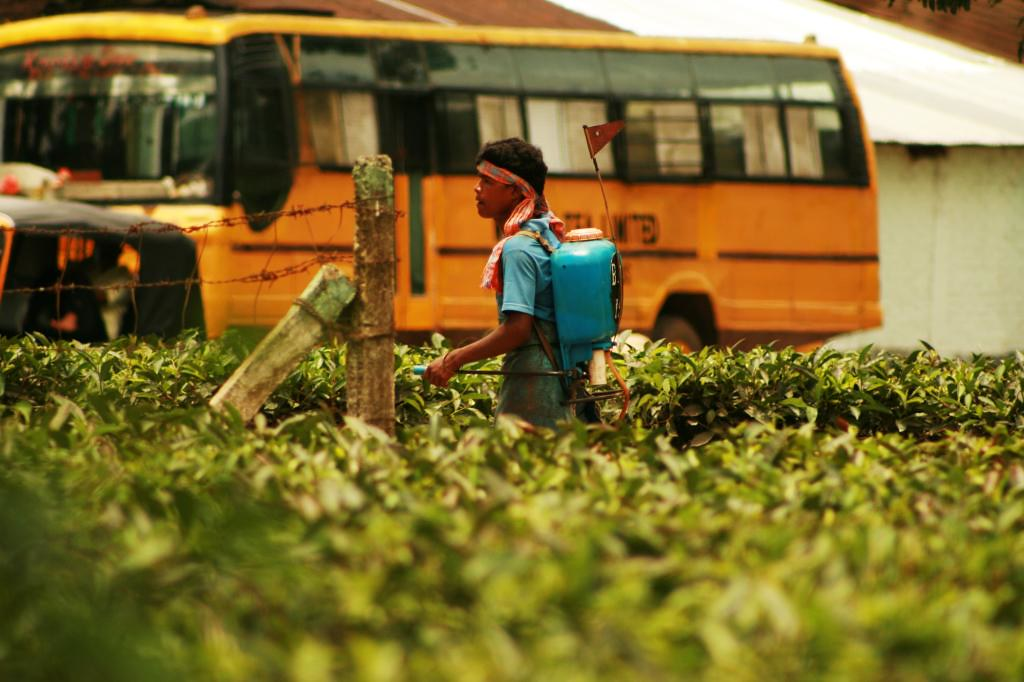
农药使用仍然是农业中的常见做法。

环境障碍妨碍了保护和保存自然生态系统的能力。这些障碍的例子包括使用农药和气候变化的影响。农药广泛用于防治可能毁灭生产的害虫，并在保持食品价格和生产成本低廉方面发挥重要作用。为了向可持续农业过渡，鼓励农民使用绿色农药，这些农药对人类健康和栖息地的危害较小，但会导致更高的生产成本。气候变化也是一个快速增长的障碍，农民对其几乎没有控制权，可以通过基于地点的障碍看到这一点。这些基于地点的障碍包括天气条件、地形和土壤质量等因素，这些因素可能导致生产损失，从而导致农民不愿意转变传统做法。许多环境利益也不易见或不立即显现。诸如较低的土壤和养分流失率、改善的土壤结构以及更多有益的微生物水平等重大变化需要时间。在传统农业中，益处易于观察，没有杂草、害虫等，但是土壤和周围生态系统的长期成本是隐性且“外部化”的。自从技术发展以来，传统农业实践已经对环境造成了显著破坏，包括生物多样性丧失、破坏生态系统、恶化水质等危害。
实施可持续农业实践的经济障碍包括低经济回报/盈利性、缺乏财政激励和资本投资不足。 财务激励和环境条件在是否采纳可持续实践方面起着重要作用。 转向可持续农业所需的人工和物质资本需要对劳动力进行培训，并对新技术和产品进行投资，这需要大量成本。 此外，从事传统农业的农民可以进行大规模生产，从而最大化盈利。 而可持续农业提倡低生产能力，这在可持续农业中是很难实现的。

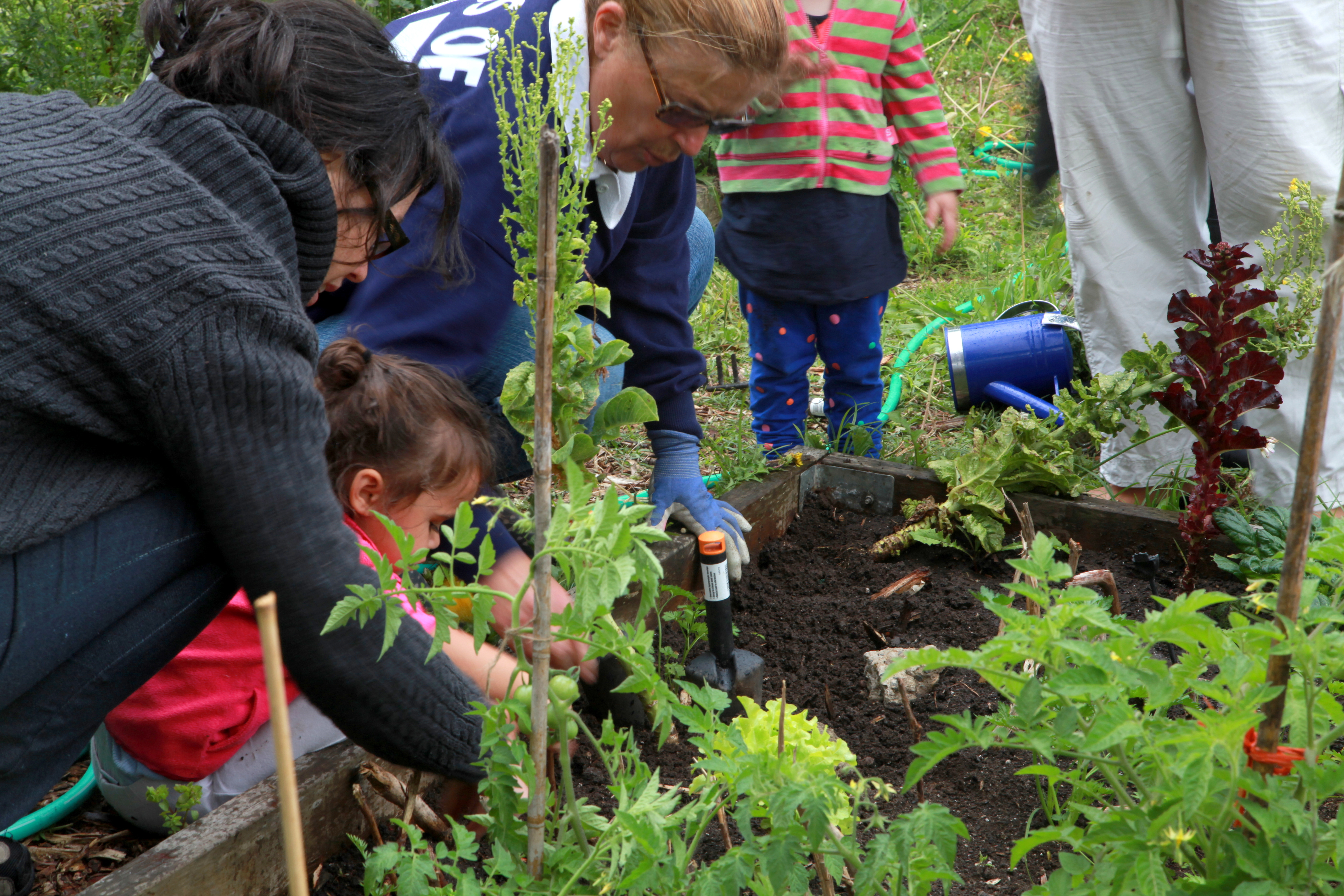
社区花园是一种有前景的可持续农业方法。

作者詹姆斯·霍华德·昆斯特勒声称几乎所有现代技术都是不好的，除非农业以古老的传统方式进行，否则无法实现可持续性。 可持续农业的努力得到了可持续性社区的支持，但这些努力通常被视为渐进的步骤，而不是终极目标。 促进可持续农业的一种有前景的方法是通过本地农业和社区花园。 将本地农产品和农业教育融入学校、社区和机构中，可以促进新鲜农产品的消费，从而推动消费者需求。
有些人预见到一种真正的可持续稳定状态经济，它可能与今天的经济大不相同：大幅降低能源使用，减少生态足迹，减少消费者包装商品，本地采购与短食物供应链，减少加工食品，更多的家庭和社区花园等。

### 关于定义的不同观点
关于农业的可持续性定义存在争议。这一定义可以通过两种不同的方法来描述：生态中心主义方法和技术中心主义方法。 生态中心主义方法强调低增长或无增长的人类发展，注重有机农业和生物动力农业技术，目的是改变消费模式以及资源的分配和使用。技术中心主义方法认为可通过多种策略实现可持续性，从政府主导的工业系统调整（如以保护为导向的农业系统）到认为生物技术是应对日益增长的食品需求的最佳方式。
可以通过两种不同的视角来看待可持续农业这一主题：多功能农业和生态系统服务。 这两种方法相似，但从不同的角度看待农业的功能。采用多功能农业理念的人注重以农场为中心的方法，并将功能定义为农业活动的产出。 多功能性的核心观点是，农业不仅仅是生产食品和纤维，它还是一个多功能的企业。这些功能包括可再生资源管理、景观保护和生物多样性。 以生态系统服务为中心的方法认为个人和整个社会从生态系统中获得益处，这些益处被称为“生态系统服务”。 在可持续农业中，生态系统提供的服务包括授粉、土壤形成和养分循环，这些都是食品生产所必需的功能。
还有人认为，可持续农业最好被视为一种生态系统方法，称为农业生态学。

### 道德操守
大多数农业专业人士都同意，追求可持续性目标是“道德责任”。 主要的争论来自于什么样的系统可以提供通向这一目标的路径，因为如果大规模使用不可持续的方法，它将对环境和人类社会产生巨大的负面影响。

## 方法

各国对选定管理实践和方法的使用趋势评估

其他做法包括多种作物种植，即在同一块田地里种植多种多年生作物，每种作物在不同的季节生长，以避免它们为自然资源竞争。 这种系统将增加对疾病的抵抗力，并减少土壤侵蚀和养分流失的影响。以豆科植物为例，豆科植物能进行氮固定，与依赖土壤硝酸盐生长的植物结合使用，帮助土地每年都能得到重复利用。豆科植物将在一个季节内生长，补充土壤中的铵和硝酸盐，接下来一个季节，其他植物可以在田地里播种并为收获做准备。
可持续的杂草管理方法可能有助于减少除草剂抗性杂草的发展。 作物轮作如果使用豆科植物，也可能有助于补充氮，并提高资源的使用效率。

轮牧，将牧场分成围栏

还有许多方法可以实践可持续的畜牧业。一些放牧管理工具包括将放牧区域围成较小的区域，称为围栏区，降低牲畜密度，并频繁地将牲畜从一个围栏区转移到另一个围栏区。

### 强化
增加产量是集约化的目标。可持续集约化涵盖了一些特定的农业方法，这些方法既能增加产量，又能改善环境结果。农场期望的结果可以在不需要更多土地耕作或破坏自然栖息地的情况下实现；系统的表现得到了提升，而没有带来净环境成本。可持续集约化已成为联合国的优先事项。可持续集约化与以往的集约化方法不同，特别强调更广泛的环境结果。到2018年，预计在100个国家，总共有1.63亿个农场采用了可持续集约化。这些农场所覆盖的农业用地面积为4.53亿公顷，占全球农场面积的29%。 鉴于对粮食安全、人类人口增长和适合农业的土地逐渐减少的担忧，需要采取可持续的集约化农业实践，以保持高作物产量，同时维护土壤健康和生态系统服务。关于生态系统服务是否足够强大，以允许减少使用不可再生输入，同时保持或提高产量，已经成为广泛讨论的话题。近期在东亚灌溉稻田生产系统中的研究表明——至少在害虫管理方面——通过利用花蜜植物促进生物防治的生态系统服务，可以将杀虫剂的使用减少70%，同时与标准做法相比，产量提高了5%。
垂直农业是一个概念，具有全年生产、与害虫和疾病隔离、可控的资源回收以及减少运输成本等潜在优势。

### 水资源
水效率可以通过减少对灌溉的需求并使用替代方法来提高。此类方法包括：研究抗旱作物、监测植物蒸腾作用并减少土壤蒸发。
抗旱作物被广泛研究，作为解决水短缺问题的一种手段。这些作物经过基因工程改造，可以在水资源稀缺的环境中生长。这有助于减少灌溉需求并帮助节约水资源。尽管研究取得了一定进展，但大多数成功的抗旱品种对水资源节约的总体影响有限。然而，一些作物，如水稻，已经成功地进行了抗旱基因改造。

### 土壤与养分
土壤改良包括使用来自回收中心的堆肥。利用院子和厨房废料中的堆肥能有效地利用当地资源。
在种植前避免耕作，并在收获后留下植物残留物，可以减少土壤水分蒸发，还能防止土壤侵蚀。
覆盖土壤表面的作物残留物可以减少水分蒸发，降低表层土壤温度，减少风力影响。
提高磷矿效果的一种方法是向土壤中添加微生物接种物，如磷溶解微生物（PSM）。 这些微生物能溶解土壤中已有的磷，并通过有机酸的产生和离子交换反应等过程，使磷对植物可用。 实验表明，这些磷溶解微生物能够提高作物生长，包括茎高、干重和产量。
有菌根的存在能使磷的吸收效率更高。 菌根是植物与真菌之间的一种共生关系， 真菌能高效吸收土壤中的养分，包括磷。 这些真菌能增加磷的吸收，尤其是在磷被铝、钙和铁固定的土壤中。 菌根还能够释放有机酸，使磷变得可溶，进而促进植物的吸收。

### 害虫和杂草

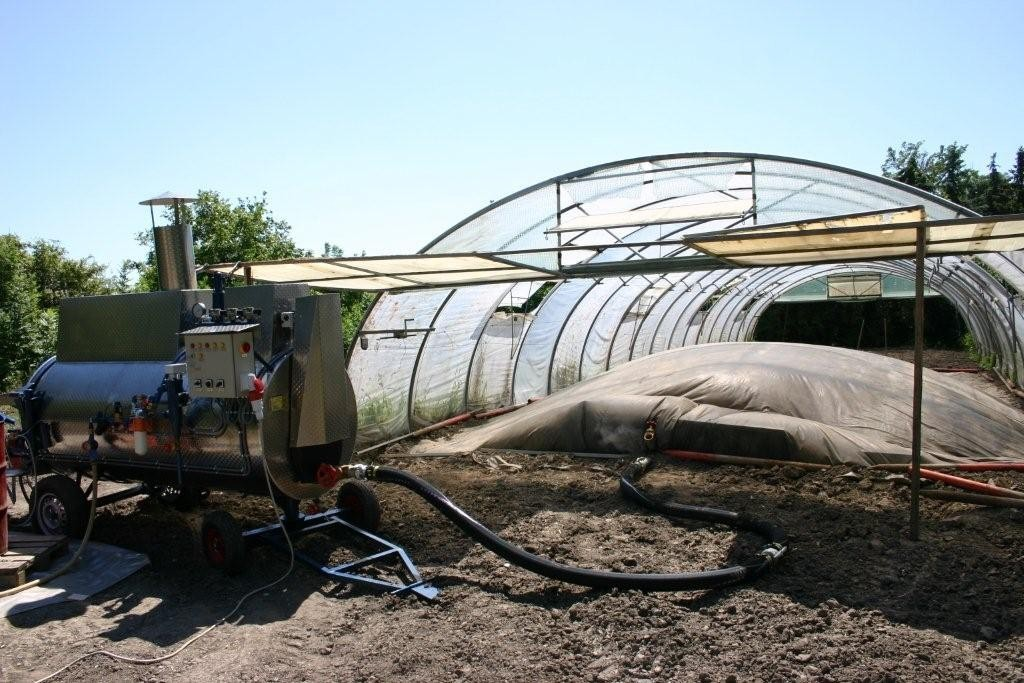
覆盖蒸汽法，使用MSD/Moeschle蒸汽锅炉（左侧）

土壤蒸汽灭菌可以作为化学物质的替代方案进行土壤灭菌。有多种方法可以将蒸汽引入土壤，以杀死害虫并提高土壤健康。
太阳能杀菌基于相同的原理，用于提高土壤温度，以杀死病原体和害虫。
某些植物可以作为生物熏蒸剂种植，作为“天然”熏蒸剂，通过压碎后将其翻入土壤并用塑料覆盖四周，这样可释放出抑制害虫的化合物。来自十字花科的植物释放出大量的有毒化合物，如甲基异硫氰酸酯。

### 位置
将当前的农田迁移到更具环境优化的地区，同时允许在这些废弃区域内的生态系统再生，可能会显著减少全球作物生产的碳排放、生物多样性和灌溉水足迹。即使仅在国家边界内进行迁移，也有巨大的潜力。

### 植物
可持续性还可能涉及作物轮作。 作物轮作和覆盖作物有助于防止土壤侵蚀，通过保护表土免受风力和水流的侵害。 有效的作物轮作可以减少作物的害虫压力，提供杂草控制，减少病害积累，并提高土壤养分和养分循环的效率。 这减少了对化肥和杀虫剂的需求。 通过引入新的遗传资源增加作物的多样性，可以比单一栽培时提高10%到15%的产量。多年生作物减少了耕作的需要，从而有助于缓解土壤侵蚀，并且有时能够更好地耐旱，改善水质，并有助于增加土壤有机质。当前有研究项目试图开发可替代现有年度作物的多年生作物，例如用野生草种中间偃麦草替代小麦，或是将其与小麦进行实验性杂交。 在没有使用化学品的情况下完成这一切是可持续性的一项主要目标，这也是作物轮作作为可持续农业核心方法的原因。

## 相关概念

### 有机农业
有机农业可以定义为：
一个综合农业系统，力求可持续性，提高土壤肥力和生物多样性，同时，除了极少数例外，禁止合成农药，抗生素，合成肥料，转基因生物和生长激素。
一些人声称有机农业可能是美国消费者可获得的最可持续的产品，尤其是在没有其他替代品的情况下，尽管有机行业的重点并不在于可持续性。
2018年，美国有机产品的销售额达到了525亿美元。 根据美国农业部（USDA）的一项调查，三分之二的美国人至少偶尔消费有机产品。

### 生态农业
生态农业是一个侧重于可持续农业环境方面的概念。生态农业包括所有方法，包括有机农业，旨在再生生态系统服务，例如：防止土壤侵蚀、水分渗透和保持、碳封存（以腐殖质形式）以及增加生物多样性。 许多技术被应用于生态农业，包括免耕农业、多物种覆盖作物、条带耕作、梯田种植、风障、牧草作物等。
在生态农业实践中，有很多方法和技术，每一种都有其独特的益处和实施方式，旨在促进更可持续的农业。作物基因多样性是一种减少单一作物种植所带来的风险的方法，单一作物可能会因气候变化而受到影响。 这种生物多样性使得作物更加有弹性，提高了粮食安全性，并增强了农田的长期生产力。 另一个方法是使用生物汽化器，它将有机废料转化为可燃气体，这为生态农业提供了多个好处：它可以作为燃料、作物和鱼塘的肥料，并且作为去除富含有机物废料的方法。 由于生物气化器可以作为肥料使用，因此减少了农业生产中所需的工业肥料的量。另一个技术是水产养殖与农业结合，它将养殖废料与农田废料结合，将废物引导到鱼塘，而不是让它们进入环境中。 鱼塘中的泥浆也可以用来施肥作物。
生态农业中还可以使用有机肥料，如动物粪肥和绿肥。 这有助于改善和保持土壤肥力，降低成本并提高产量，减少对工业肥料（氮和磷）等不可再生资源的使用，并减少密集农业系统对环境的压力。 精准农业也可以用于生态农业，它专注于使用非化学方法高效去除害虫，并尽量减少耕作，以维持农田的可持续性。精准农业机器的一个例子是假播种床耕耘机，它可以去除大部分小杂草，同时仅耕作1厘米深。 这种最小耕作减少了由于土壤扰动而产生的新杂草。 其他减少土壤侵蚀的方法包括等高耕作、条带耕作和梯田种植。

#### 好处
- 生态农业通过引入共生物种（在可能的情况下）来支持农场的生态可持续性。相关的好处包括减少生态债务和消除死区。[140]
- 生态农业是一项具有开创性、实践性的进展，旨在创建全球可持续土地管理系统，并鼓励重新审视在食品生产和农业产品中的生物多样性维护重要性。[141]
- 一种可预见的选择是开发专用自动化设备，扫描并响应土壤和植物的状况，以实现对土壤和植物的强化管理。因此，转向生态农业可能会最好地利用信息时代，并成为机器人技术和专家系统的主要用户。[142]

#### 挑战
生态农业科学的挑战在于，能够实现一个主流的、可持续甚至再生的生产食品系统。为了进入生态农业领域，相对于消费者的位置可以减少食品运输所产生的食品里程，从而帮助减少燃烧发动机排放对生物圈的破坏。
生态农场的设计最初受到与传统农业相同的限制：当地气候、土壤的物理特性、土壤补充物的预算、劳动力和可用的自动化设备。然而，通过生态农业方法进行长期水资源管理可能有助于保护并增加当地水资源的可用性，并且需要的投入更少，从而保持土壤肥力。

#### 原则
需要考虑一些生态农业独有的原则：
- 食品生产应在“起源”和“命运”两方面都具有生态性（“命运”一词指的是收获后生态足迹，即将产品运送给消费者所产生的影响）。
- 整合维持生态系统服务的物种，同时提供多种替代产品。[143]
- 最小化食品里程、包装、能源消耗和废物。
- 通过借鉴世界各地现有生态系统的经验，定义一个适应人类需求的新生态系统。[144][145][146]
- 应用土壤微生物知识库的价值（先进的数据库），以便评估和优化有益于生态系统的微生物种类，特别是在像森林花园这样的生产系统中。例如，自然存在的微生物——反硝化菌。[147]

### 传统农业

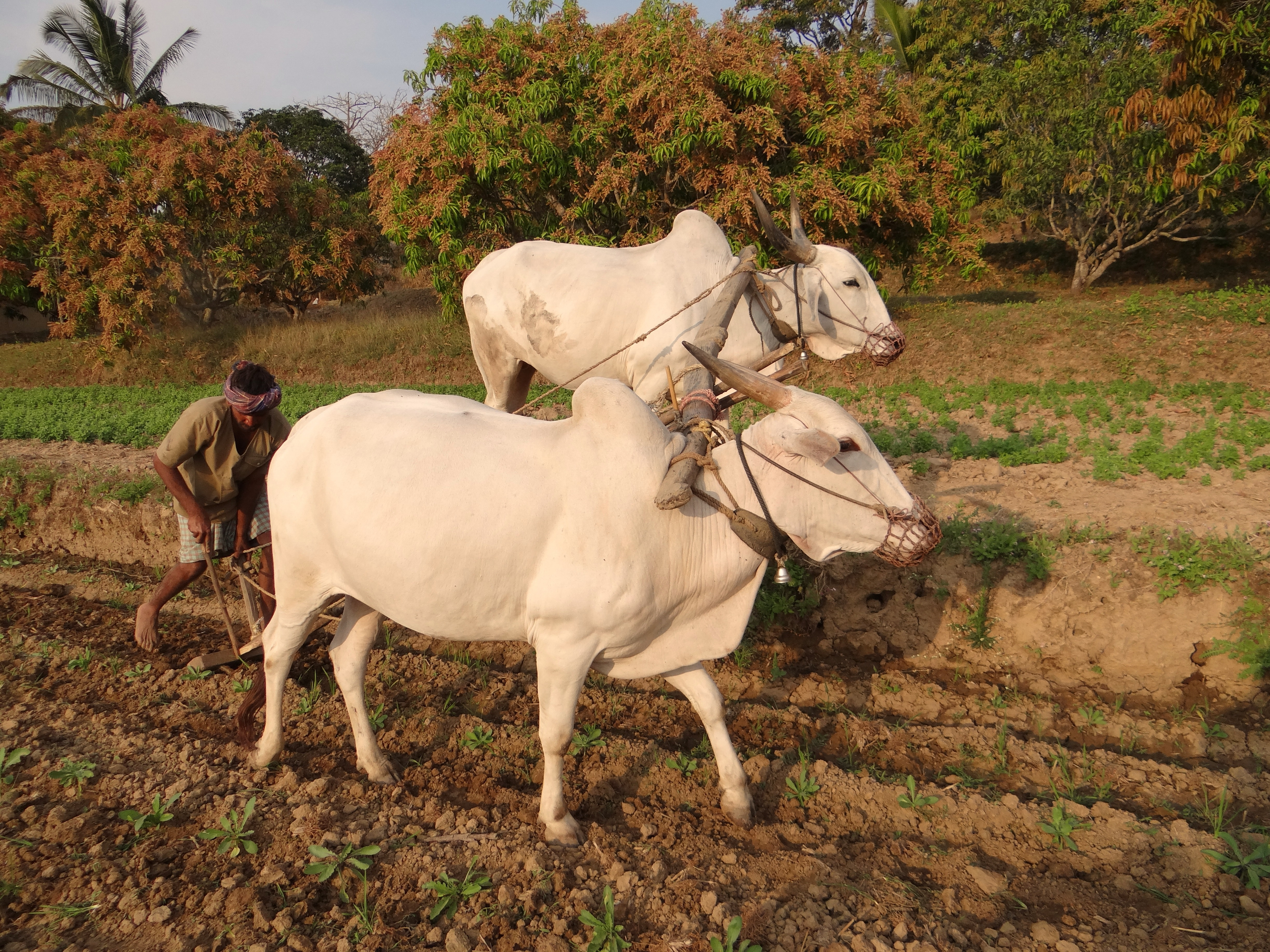
传统农业的实践

传统农业常被认为是固有的破坏性，刀耕火种或刀耕炭种的轮作农业在亚马逊地区已经有数千年的历史。
一些传统系统将多种作物种植与可持续性结合。在东南亚，稻鱼共生系统在水稻田中同时养殖淡水鱼和水稻，既生产了额外的产品，又减少了邻近河流的富营养化。 印尼的一种变体结合了水稻、鱼、鸭子和水蕨；鸭子吃掉限制水稻生长的杂草，节省了劳动力和除草剂，而鸭子和鱼的粪便代替了肥料。
提高田地农业（Raised field agriculture）最近在世界某些地区得到复兴，例如在玻利维亚和秘鲁的高原地区。传统的瓦鲁瓦鲁提高田地重新复兴，在贫瘠地区创造了富含营养的土壤。这种方法极为高效，最近被该地区的土著群体以及附近的亚马逊盆地利用，开发那些历史上难以耕种的土地。
其他形式的传统农业包括农林复合、轮作和水资源收集。水资源收集是最大且最常见的做法，尤其是在干旱地区和干旱季节。埃塞俄比亚，农业贡献了超过其国内生产总值（GDP）的半数，并占其出口的80%以上；然而，该国以其严峻的干旱和干旱期而闻名。 雨水收集被认为是一种低成本的替代方案。此类收集利用高雨期收集并储存屋顶的水，以备干旱时使用。 雨水收集已成为帮助该国生存的一项重要做法，重点放在径流灌溉、屋顶水收集和洪水扩展上。

#### 北美土著农业

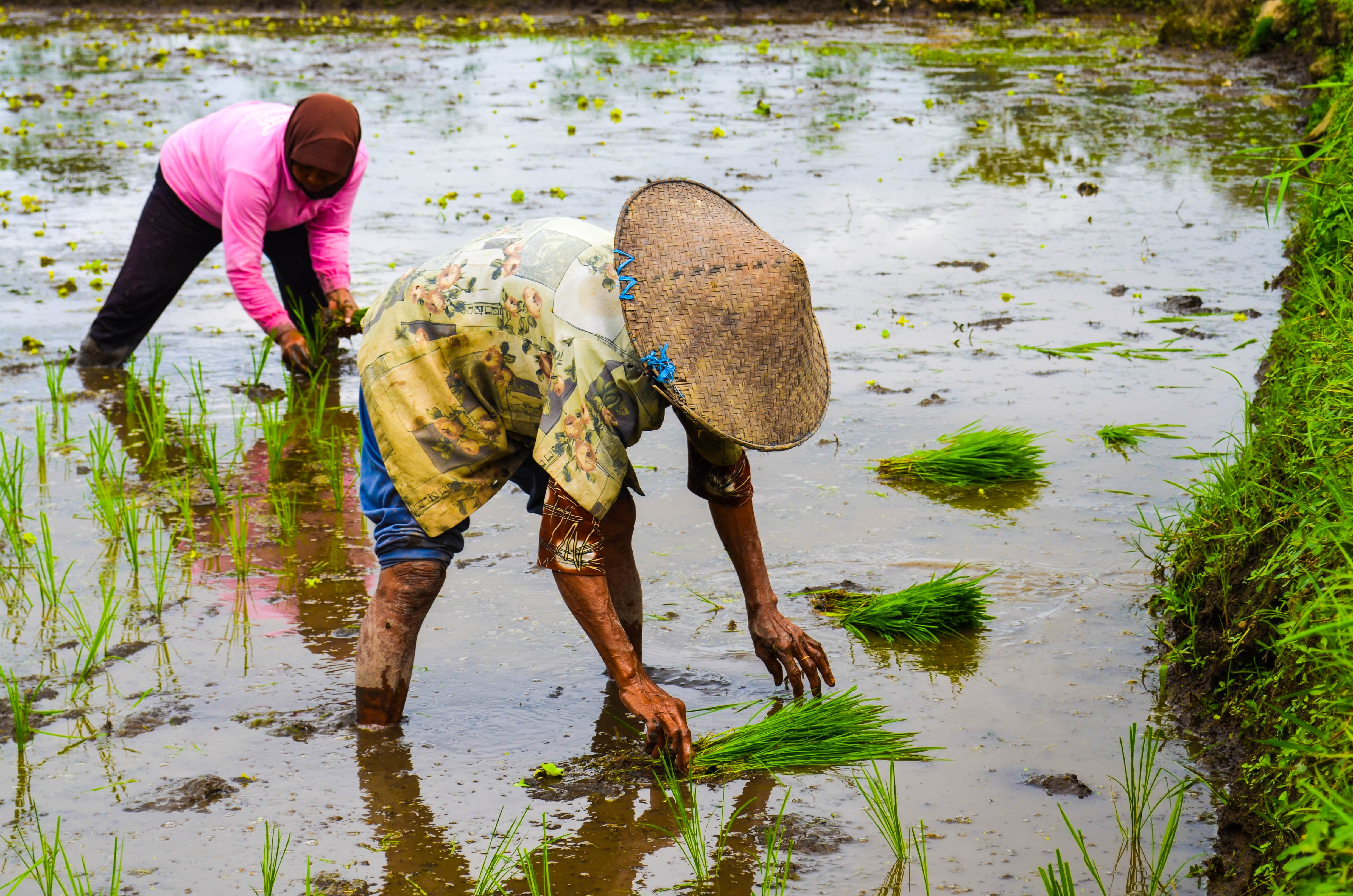
土著农业

美国的土著居民通过自给农业技术实践可持续农业。许多部落种植或收获当地生态系统中茁壮成长的植物来获取食物。土著农业实践是特定于当地环境的，并与自然过程相协调。 这种实践被称为永久农业，它涉及对当地环境的深刻理解。 土著农业技术还将当地的生物多样性融入许多实践中，有助于土地的健康保持。
许多土著部落将间作纳入他们的农业中，这是一种将多种作物一起种植在同一地区的做法。这种策略让作物通过交换养分、维持土壤湿度和提供物理支撑来相互促进生长。间作中配对的作物通常不会在资源上激烈竞争，这有助于它们各自的成功。例如，许多部落采用了类似于“三姐妹花园”的间作技术。这种园艺技术包括玉米、豆类和南瓜。这些作物在一起生长，玉米秆支撑着豆类，豆类提供氮，南瓜保持湿润。 间作还提供了一种自然的害虫管理和防止杂草生长的策略。间作是一种天然的农业实践，通常能改善土壤和植物的整体健康，提高作物产量，并具有可持续性。
土著可持续农业最重要的方面之一是他们对采摘的传统生态知识。阿尼什那比部落遵循一种名为“尊敬的收获”（The Honorable Harvest）的理念。尊敬的收获是一套强调人们应“只取所需，取之必用”的实践方法。 这一做法通过遵循一些采摘植物的规则来保护资源。这些规则包括：永远不要取第一株植物，永远不要取超过一半的植物，永远不要取最后一株植物。 这种方法促进了植物的未来生长，从而实现了该地区植物的可持续利用。
土著美国人通过管理森林、动物和作物的结合，实践农林复合。他们还通过控制火烧和林业促进树木生长。通常，这些火烧后的剩余灰烬会被用作作物的肥料。通过改善森林条件，当地的野生动植物种群也得到了增加。土著美国人允许他们的家畜在森林中放牧，这为树木提供了天然肥料。

### 再生农业
主条目：再生农业
再生农业是一种用于食品和农业系统的保护与修复方法。它专注于表土的土壤再生、增加生物多样性、 改善水循环、 增强生态系统服务、支持生物固碳、提高气候韧性，并加强农田土壤的健康与活力。实践方法包括尽可能回收农场废弃物，并添加来自农场外的堆肥材料。

### 替代方法

#### 永续农业
这一部分摘自《永续农业》。

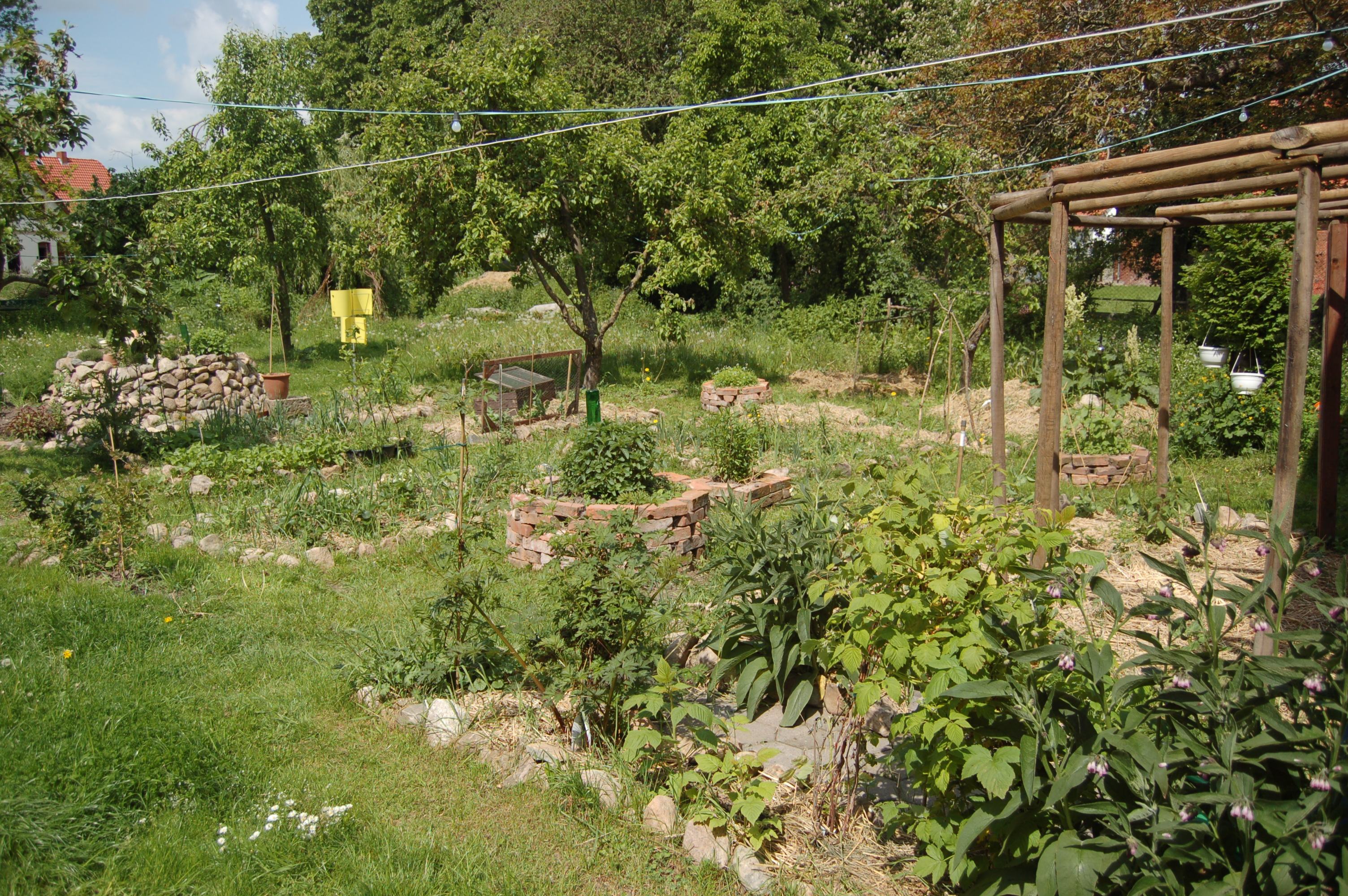
根据永久养殖原则种植的花园

永久农业是土地管理和定居点设计的一种方法，采用在繁荣的自然生态系统中观察到的安排。 它包括一套使用整个系统思维导出的设计原则。 它将这些原则应用于再生农业，城市规划，再野生化和社区复原力等领域。 这个词是由比尔·莫里森和大卫·霍尔姆格伦在1978年创造的，他们提出了这一概念，反对现代工业化方法，而是采取了更传统或"自然"的农业方法。
20世纪早期和中期的多位思想家探索了免耕园艺，免耕耕作和"永久性农业"的概念，这是永久农业领域的早期灵感。莫里森和霍尔姆格伦从20世纪70年代和80年代的工作导致了几本书，从1978年的《永续农业一》开始，并开发了"永续农业设计课程"，这是传播永久文化思想的主要方法之一。从关注南澳大利亚的土地使用开始，永久农业的范围已经扩大到包括其他地区和其他主题，例如适当的技术和故意社区设计。
一些概念和做法统一了被称为永久农业的各种方法。 莫里森和霍尔姆格伦的三个基本伦理和霍尔姆格伦的十二个设计原则经常在永久养殖文献中被引用和重申。诸如伴生种植，多年生作物的广泛使用以及草本螺旋等设计已被永久文化主义者广泛使用。
永久农业作为一种流行的运动在很大程度上与科学文献隔离，并且由于缺乏明确的定义或严格的方法而受到批评。尽管存在长期的分歧，但一些21世纪的研究支持了永久农业改善土壤质量和生物多样性的说法，并将其确定为能够促进农业生态转型的社会运动。

#### 多元文化
更多信息：多样化种植
现有的证据表明，多元文化可能有助于可持续农业。一项关于多作物系统的荟萃分析发现，在某些间作两作物系统中，将单一的经济作物与覆盖作物结合，能够比传统单一作物系统具有更高的捕食性昆虫多样性，并且在相似的产量下表现出更好的生态服务效果。
一种可持续农业的策略是开发使用多年生作物的多元种植系统。例如，水稻、小麦、高粱、大麦和向日葵等作物正在被开发为多年生品种，这些作物每年不需要重新种植。若这些作物与如苜蓿等豆科覆盖作物搭配使用，系统将能够固定氮气，从而减少对化肥和农药的需求。

#### 本地小规模农业
利用城市空间（例如屋顶花园、社区花园、共享花园、有机农场以及其他形式的城市农业）可能有助于可持续发展。 有人认为“游击园艺”是可持续性实践的一个例子 ——在某些情况下，食用植物的种子已经在本地乡村地区播种。

#### 水培或无土栽培
水培是一种农业替代方法，它创造了最佳的生长环境，而不使用静止介质。这一创新的农业技术可以在不影响土壤健康的情况下提高作物产量。该可持续农业技术的最大缺点是与开发相关的成本。

## 标准规格

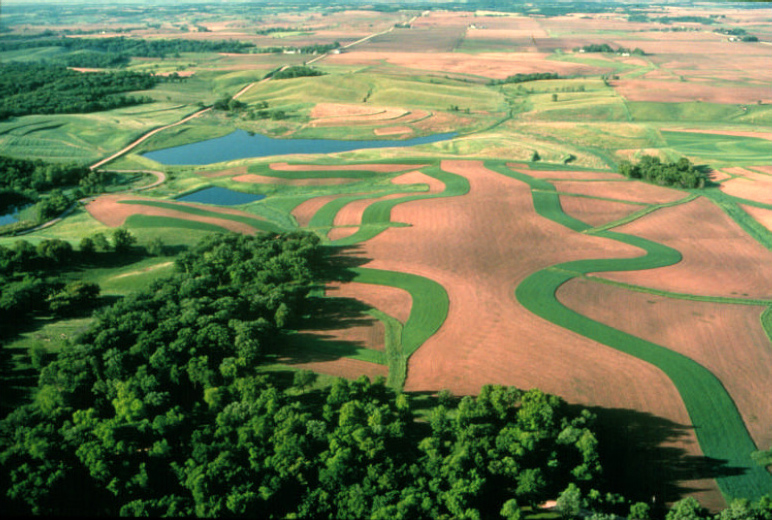

认证体系对农业社区和消费者非常重要，因为这些标准决定了农产品的可持续性。现有许多可持续性标准和认证体系，包括有机认证、雨林联盟、公平贸易认证、可持续发展认证、全球良好农业规范、鸟类友好型认证和咖啡共同体标准（4C）。 这些标准规定了生产商、制造商和贸易商需要遵循的规则，以确保他们所做、制造或种植的东西不会对人类和环境造成伤害。 这些标准也被称为自愿可持续性标准（VSS），是由非政府组织（NGO）或私人公司设计和推广的私有标准，要求产品符合特定的经济、社会或环境可持续性指标。要求可能涉及产品质量或特性，但也涵盖生产和加工方法以及运输。VSS通常由非政府组织或私人公司设计并推广，广泛应用于从农民到零售商的各个环节。认证和标签用于标示VSS的成功实施。根据国际贸易中心（ITC）标准地图，标准覆盖的主要产品是农业产品。 目前约有500个VSS适用于许多发展中国家的主要出口产品，如咖啡、茶叶、香蕉、可可、棕榈油、木材、棉花和有机农产品。 研究表明，VSS有助于减少富营养化、水资源使用、温室气体排放和自然生态系统的转换。 因此，VSS被认为是可持续农业的潜在工具。
USDA生产的有机标签是基于国家化的农场和设施标准的支持。认证步骤包括制定一个有机系统计划，确定农产品的耕作、放牧、收获、储存和运输方式。该计划还管理和监控与农产品相关的物质、保护措施以及可能接触到农产品的非有机产品。随后，USDA认证机构会审查和检查有机系统计划。一旦认证获得批准，农产品会贴上USDA的批准标签并分发到美国各地。为了确保农民负责并确保美国消费者获得有机产品，每年都要进行至少一次检查。 这是可持续认证系统通过农产品管理的一个例子。

## 政策

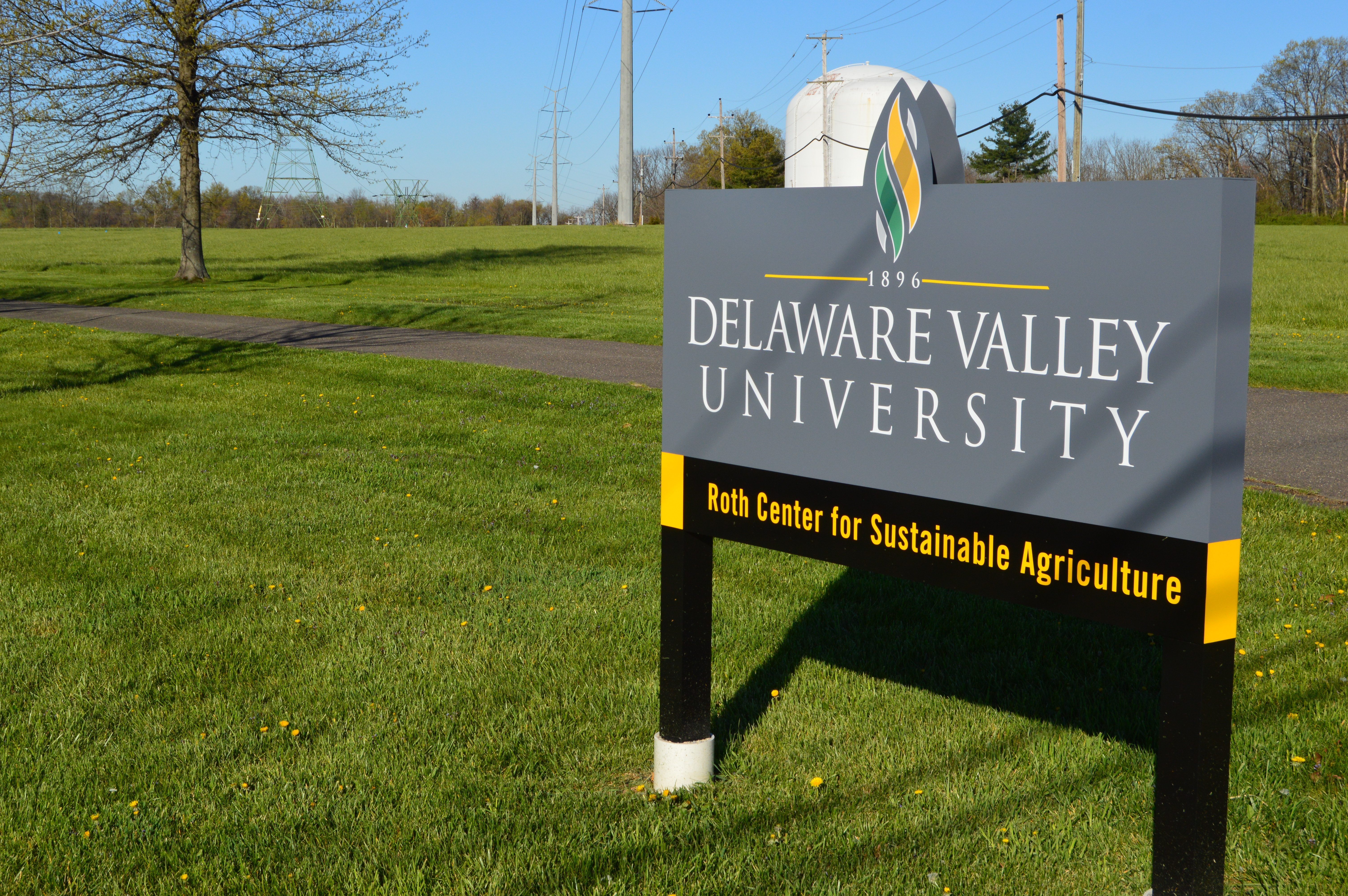
位于宾夕法尼亚州蒙哥马利县的德拉瓦大学“罗斯可持续农业中心”

可持续农业是国际政策中的一个话题，涉及其减少环境风险的潜力。2011年，《可持续农业与气候变化委员会》在其关于应对气候变化下食品安全的政策建议中，强调必须将可持续农业融入国家和国际政策中。 委员会强调，天气变异性增加和气候冲击将对农业产量产生负面影响，因此需要尽早采取行动推动农业生产系统的变革，以提高其韧性。 委员会还呼吁在未来十年大幅增加对可持续农业的投资，包括国家研究与开发预算、土地恢复、经济激励和基础设施改善。

### 在全球层面
在2021年联合国气候变化大会期间，45个国家承诺提供超过40亿美元支持向可持续农业的过渡。组织“慢食”对这些资金的效果表示关切，认为它们集中在技术解决方案和植树造林上，而不是“全面的农业生态学，这种生态学将食品从大规模生产的商品转变为在自然边界内运作的可持续系统”。
此外，峰会还进行了谈判，最终达成了大幅减少二氧化碳排放、实现碳中和、结束森林砍伐和对煤炭的依赖、限制甲烷排放等目标。
2021年11月，气候行动追踪报告称，根据当前政策，全球努力正朝着2.7°C的温度升高目标前进，发现当前的目标无法满足全球需求，因为煤炭和天然气消费是进展差距的主要原因。此后，志同道合的发展中国家要求为该协定提供增编，取消发展中国家满足富裕国家同样要求的义务。 

### 欧盟
进一步信息：欧洲绿色协议
2020年5月，欧盟发布了一项名为“从农场到餐桌”的计划，旨在使其农业更加可持续。在该计划的官方网站上，欧盟委员会执行副主席弗朗斯·蒂梅尔曼斯表示：新冠疫情危机表明我们每个人都如此脆弱，同时也显示了恢复人类活动与自然之间平衡的重要性。在绿色协议的核心，生物多样性和从农场到餐桌战略指向了自然、食品系统和生物多样性的更好平衡；以保护我们人民的健康和福祉，同时提高欧盟的竞争力和韧性。这些战略是我们即将开展的大转型的关键部分。
该计划包括以下目标：
- 到2030年，使25%的欧盟农业实现有机化。
- 到2030年，将农药使用量减少50%。
- 到2030年，将化肥使用量减少20%。
- 至少减少50%的养分流失。
- 到2030年，将农业和水产养殖中的抗菌药物使用量减少50%。
- 创建可持续食品标签。
- 到2030年，减少50%的食物浪费。
- 为与该议题相关的研究与创新投入100亿欧元。[187]

### 美国
1930年至2000年的政策
新政实施了促进可持续农业的政策和计划。根据1933年的《农业调整法案》，政府向农民提供补贴，创建了一个供应管理制度，限制重要农作物的生产量。 这使得农民能够专注于种植食物，而不是参与市场竞争体系。新政还为那些让一些土地保持未耕种或未放牧的农民提供了货币激励，以改善土壤状况。 还建立了合作扩展服务，设立了美国农业部、土地赠款大学和地方社区之间的资金共享责任。
1950至1990年代，美国政府在农业政策上的立场发生了变化，停止了可持续农业的推进。《1954年农业法案》通过后，政府通过灵活的价格支持来支持农民，但仅限于商品项目。 《1965年食品和农业法案》推出了新的收入支持支付，并继续实施供应控制，但降低了价格支持。 《1973年农业与消费者保护法案》取消了价格支持，改为引入目标价格和亏损支付。 它继续通过降低利率来促进商品作物的生产。《1985年食品安全法案》继续实施商品贷款计划。 这些政策推动了利润至上的理念，而非可持续性，因为美国政府推动农场最大化生产输出，而不是设定限制。 这意味着农场变成了食品工厂，规模越来越大，种植更多的商品作物，如玉米、小麦和棉花。从1900年到2002年，美国的农场数量大幅减少，而自1950年以来，农场的平均规模却在增加。
当前政策
在美国，联邦自然资源保护服务局（USDA）为那些有兴趣进行自然资源保护的农业生产者提供技术和财政援助。通过像可持续农业研究与教育计划和中英再生能源供应协议这样的项目，促进可持续农业实践的研究，并提供一个应对农业和气候变化的框架。
未来政策
目前，美国农业系统可能会转向更可持续方向的政策包括绿色新政。这一政策倡导通过拆解1950年代至1980年代建立的大型商品农场来实现农业治理的去中心化。 农业社区的去中心化治理将允许在地方层面进行更具适应性的管理，以帮助集中应对气候变化缓解、粮食安全以及景观规模的生态管理。 绿色新政将投资于公共基础设施，支持农民从工业化食品制度过渡，并获得农业生态学技能。 就像新政一样，它将投资于合作社和公有资源，来共享和重新分配土地、食品、设备、研究设施、人员和培训计划等资源。 所有这些政策和计划将打破美国农业可持续发展所面临的障碍。

### 亚洲

#### 中国
2016年，中国政府采纳了减少中国肉类消费50%的计划，以实现更可持续和健康的食品系统。
2019年，国家基础研究计划或973计划资助了关于“科技后院”（STB）的研究。科技后院是通常在农村地区创建的中心，特别是那些小规模农业比例较高的地区，这些中心将传统农业知识与新技术和创新的实施相结合。该计划的目的是在全国范围内投资于可持续农业，增加粮食产量，同时尽量减少对环境的负面影响。该计划最终证明了其成功，研究发现，传统实践与适当技术的结合在提高作物产量方面发挥了重要作用。

#### 印度
印度与食品与土地使用联盟（FOLU）合作，CEE（能源、环境与水委员会）提供了印度可持续农业实践和系统（SAPSs）现状的概述。 印度旨在通过政策制定者、行政人员、慈善家等各方合作扩大SAPSs，这些方案代表了常规、投入密集型农业的重要替代方案。此类努力识别出16种SAPSs，包括农业林业、轮作、雨水收集、有机农业和自然农业，使用农业生态学作为研究的视角。最终的结论是，尽管有一定进展，但可持续农业在印度还远未成为主流。进一步的提案正在进行中，旨在推动SAPSs的推广，包括重构政府支持以及严格的证据生成，以证明可持续农业的好处和实施效果。
印度在探索可持续农业领域方面的一个例子是由教育家Pragati Chaswal创办的Sowgood基金会，这是一个非营利组织。 该基金会通过帮助小学生在郊区农舍和花园的农田上进行农耕，向他们传授可持续农业知识。今天，印度新德里许多政府和私立学校已经采纳了Sowgood基金会的可持续农业课程。

### 其他国家

#### 以色列
2012年，以色列农业部宣布其在推动可持续农业政策方面的承诺达到了一个高潮。该政策的一个重要组成部分是资助一些使小型巴勒斯坦-阿拉伯社区能够接触到可持续农业的项目。该计划旨在创造生物多样性，培训农民采用可持续农业方法，并为农业利益相关者定期举办会议。

## 历史
1907年，美国作家弗兰克林·H·金在其著作《四十世纪农民》中讨论了可持续农业的优势，并警告称，这种做法对未来农业至关重要。 据报道，“可持续农业”一词是由澳大利亚的农业学家戈登·麦克莱蒙特首次提出的。 这一术语在20世纪80年代末变得流行。 2002年，国际园艺学会在多伦多国际园艺大会上举办了关于园艺可持续性的国际研讨会。 在随后的2006年首尔会议上，这些原则进一步讨论。
这种全球人口可能无法得到充分供应的问题，自19世纪初托马斯·罗伯特·马尔萨斯起便引发了关注，但近年来变得愈发重要。 从20世纪末到21世纪初，由于全球人口迅速增长的忧虑，这一问题在美国广泛讨论。农业长期以来一直是全球最大的产业，需要大量的土地、水和劳动力投入。进入21世纪时，专家们开始质疑这一产业是否能够跟上人口增长的步伐。 这一辩论引发了对全球粮食不安全以及“解决饥饿问题”的关注。